# جانيت شو
جانيت شو (بالإنجليزية: Janet Shaw)‏ هي دراجة أسترالية، ولدت في 7 أكتوبر 1966 في برث في أستراليا، وتوفيت في 3 ديسمبر 2012.